# Denewulf
Denewulf est un prélat anglai mort en 908. Il est évêque de Winchester de 878 ou 879 jusqu'à sa mort.

## Biographie
L'épiscopat de Denewulf se place sous les règnes d'Alfred le Grand et de son fils Édouard l'Ancien. Il entretient des relations difficiles avec ces deux rois et se voit contraint de leur céder plusieurs domaines relevant de l'ancienne cathédrale de Winchester, notamment pour permettre la construction du New Minster sous le règne d'Édouard. C'est probablement pour cette raison que sa réputation posthume est si mauvaise. Le chroniqueur du XIIe siècle Guillaume de Malmesbury rapporte qu'il aurait été à l'origine un simple porcher qu'Alfred aurait rencontré durant sa fuite des Vikings, mais il s'agit certainement d'une légende.
À la mort de Denewulf, en 908, le diocèse de Winchester est divisé en deux. Frithestan lui succède à Winchester, mais son autorité est désormais limitée au Hampshire et au Surrey. Le Wiltshire et le Berkshire forment un nouveau diocèse, dont le siège est installé à Ramsbury. Le premier évêque de Ramsbury est Æthelstan.